# Ugíjar
Ugíjar – gmina w Hiszpanii, w prowincji Grenada, w Andaluzji, o powierzchni 66,96 km². W 2011 roku gmina liczyła 2643 mieszkańców. Leży około 120 km od stolicy prowincji.